# Vibrissina texensis
Vibrissina texensis là một loài ruồi trong họ Tachinidae.